# Kobylarzowe Siodełko
Kobylarzowe Siodełko – niewielkie wcięcie w północno-zachodniej grani Małołączniaka w Tatrach Zachodnich. Znajduje się na wysokości ok. 1840 m i oddziela Czerwony Grzbiet od Kobylarzowej Kopki. Jest wcięte w grzbiecie zaledwie na 3 m. Na zachodnią stronę, do Doliny Miętusiej opada z niego jedna z dwóch odnóg Kobylarzowego Żlebu, na wschodnią, do Doliny Małej Łąki jedna z dwóch odnóg Żlebu Pronobisa. Główne odnogi tych żlebów opadają spod Małołąckiego Siodła znajdującego się po drugiej stronie Kobylarzowej Kopki.
Kobylarzowe Siodełko jest trawiaste, bardzo płytkie i łatwo je przeoczyć. Ma ono jednak duże znaczenie topograficzne. To tutaj niebieski szlak prowadzący z Małołączniaka Czerwonym Grzbietem skręca w lewo na zachód do Kobylarzowego Żlebu. Miejsce to przy złej widoczności było przyczyną wielu pomyłek turystów, którzy zamiast do Kobylarzowego Żlebu zeszli w urwiska Wielkiej Turni lub Skrajnej i Pośredniej Małołąckiej Turni. Przypadki te (niektóre skończyły się tragicznie) opisuje Michał Jagiełło w książce Wołanie w górach.

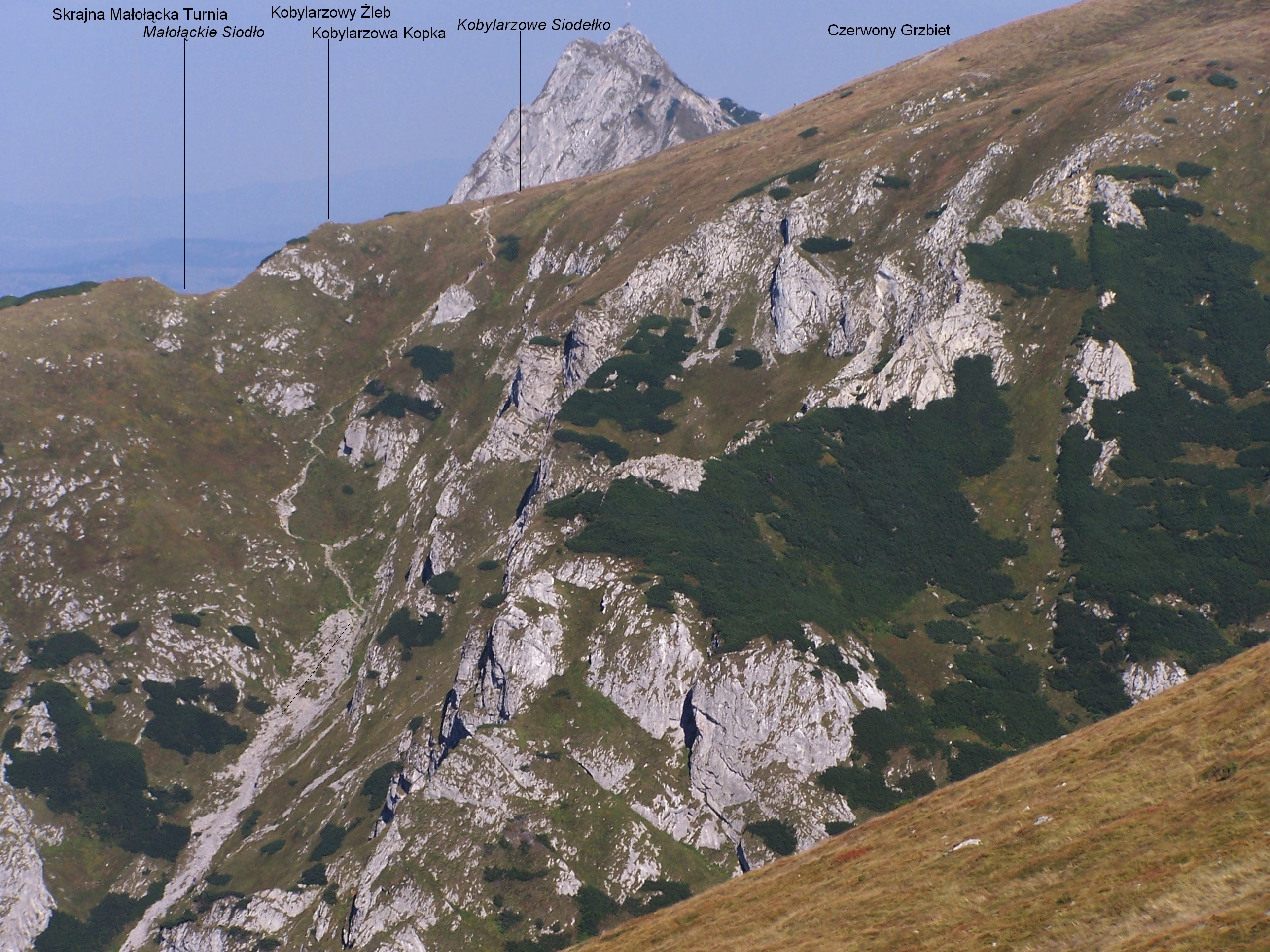
Widok z północno-zachodniej grani Ciemniaka